# Peugeot 206 WRC
Der Peugeot 206 WRC ist ein World Rally Car basierend auf dem Peugeot 206 Straßenauto. Das Auto wurde von Peugeot Sport im Peugeot-Werksteam verwendet in der Rallye-Weltmeisterschaft von 1999 bis 2003. Mit dem Peugeot 206 WRC gewann Peugeot drei Jahre in Folge, von 2000 bis 2002, den Rallye-Weltmeistertitel (WRC) der Hersteller und Marcus Grönholm gewann die Fahrerweltmeisterschaft in den Jahren 2000 und 2002.

## Geschichte
Anfangs Jahr 1999 präsentierte Peugeot Sport den 206 WRC der Öffentlichkeit. Mit den Fahrern Gilles Panizzi, François Delecour und Marcus Grönholm bestritt man das erste Jahr in der Rallye-Weltmeisterschaft nach dem Rücktritt 1986. Bei der Rallye Sanremo konnte man den ersten Podiumsrang feiern als Panizzi den zweiten Platz herausfuhr.
Bereits im Jahr 2000 gewann man die Hersteller-Weltmeisterschaft vor Ford, Subaru und Mitsubishi. Marcus Grönholm siegte in der Fahrerweltmeisterschaft mit fünf Punkten Vorsprung auf Richard Burns.
Mit vier Siegen in der Rallye-Weltmeisterschaft 2001 konnte die Hersteller-Weltmeisterschaft, mit 20 Punkten Vorsprung auf Ford, verteidigt werden. Grönholm wurde mit Siegen in Finnland, Australien und Großbritannien vierter in der Fahrerweltmeisterschaft.
Mit fünf Siegen im Jahr 2002 holte sich Marcus Grönholm die Fahrer-Weltmeisterschaft zurück. Mit 40 Punkten Vorsprung gewann er die Weltmeisterschaft klar vor Petter Solberg im Subaru Impreza. Die Hersteller-Weltmeisterschaft wurde zum dritten Mal in Folge gewonnen.
Im Jahr 2003 tat sich Peugeot Sport schwer mit dem in die Jahre gekommenen Model 206 WRC. Insbesondere das neue Citroën Total World Rally Team machte Peugeot Konkurrenz mit dem Citroën Xsara WRC. Citroën gewann vor Peugeot die Hersteller-Weltmeisterschaft. Nach der Saison 2003 wurde der 206 WRC ersetzt durch den 307 WRC. Am Ende der Saison 2004 entschloss sich das Unternehmen PSA Peugeot Citroën sich mit der Marke Peugeot aus dem Rallyesport zurückzuziehen und nur noch mit der Marke Citroën die Rallye-Weltmeisterschaft zu bestreiten.

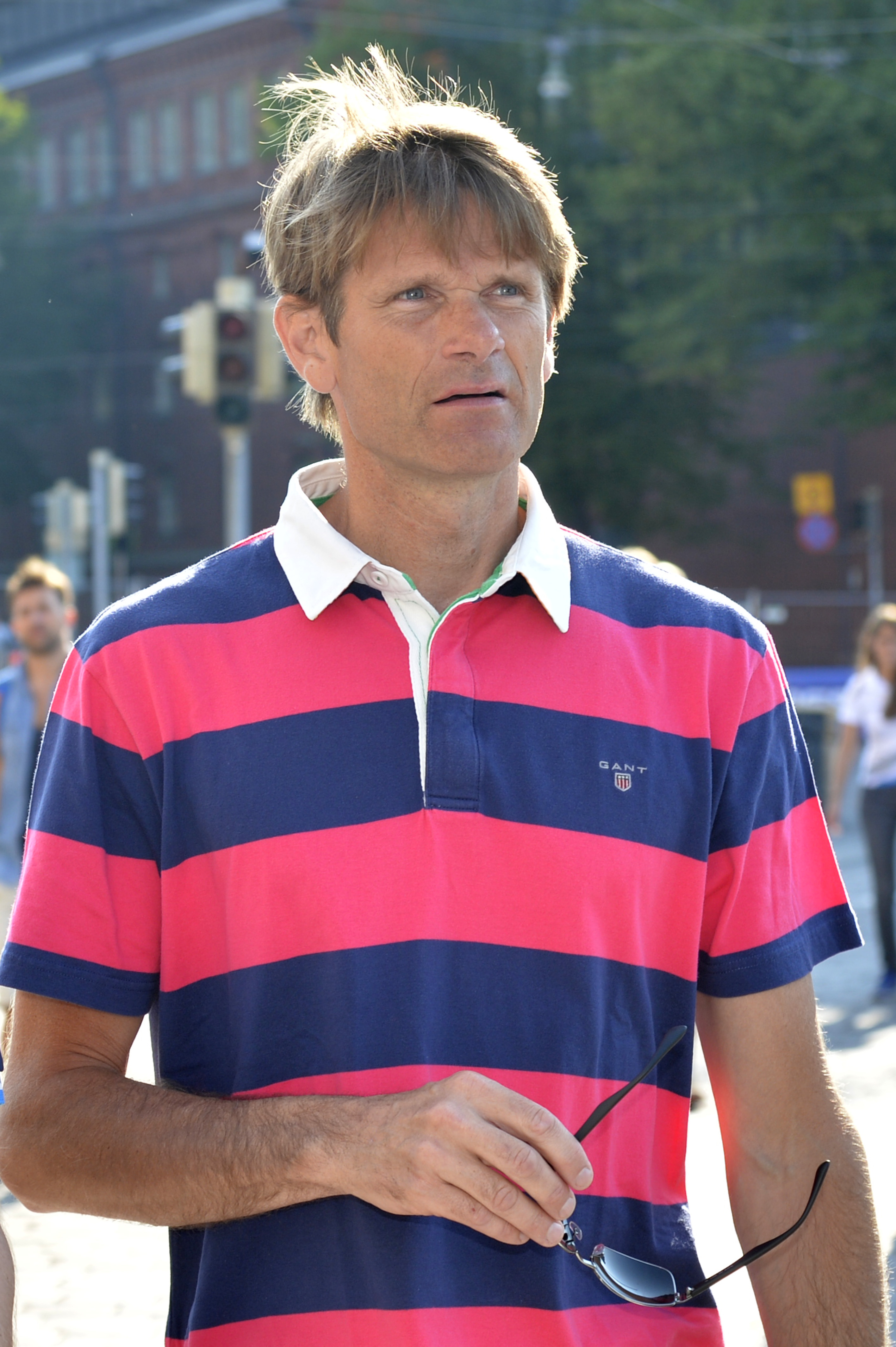
Marcus Grönholm wurde zweimal Weltmeister mit dem Peugeot 206 WRC

## WRC-Siege
| Nr. | Rallye                | Jahr | Fahrer          | Beifahrer         |
| --- | --------------------- | ---- | --------------- | ----------------- |
| 1   | Rallye Schweden       | 2000 | Marcus Grönholm | Timo Rautiainen   |
| 2   | Rallye Neuseeland     | 2000 | Marcus Grönholm | Timo Rautiainen   |
| 3   | Rallye Finnland       | 2000 | Marcus Grönholm | Timo Rautiainen   |
| 4   | Rallye Korsika        | 2000 | Gilles Panizzi  | Hervé Panizzi     |
| 5   | Rallye Sanremo        | 2000 | Gilles Panizzi  | Hervé Panizzi     |
| 6   | Rallye Australien     | 2000 | Marcus Grönholm | Timo Rautiainen   |
| 7   | Rallye Schweden       | 2001 | Harri Rovanperä | Risto Pietiläinen |
| 8   | Rallye Katalonien     | 2001 | Didier Auriol   | Dennis Giraudet   |
| 9   | Rallye Finnland       | 2001 | Marcus Grönholm | Timo Rautiainen   |
| 10  | Rallye Sanremo        | 2001 | Gilles Panizzi  | Hervé Panizzi     |
| 11  | Rallye Australien     | 2001 | Marcus Grönholm | Timo Rautiainen   |
| 12  | Rallye Großbritannien | 2001 | Marcus Grönholm | Timo Rautiainen   |
| 13  | Rallye Schweden       | 2002 | Marcus Grönholm | Timo Rautiainen   |
| 14  | Rallye Korsika        | 2002 | Gilles Panizzi  | Hervé Panizzi     |
| 15  | Rallye Katalonien     | 2002 | Gilles Panizzi  | Hervé Panizzi     |
| 16  | Rallye Zypern         | 2002 | Marcus Grönholm | Timo Rautiainen   |
| 17  | Rallye Finnland       | 2002 | Marcus Grönholm | Timo Rautiainen   |
| 18  | Rallye Sanremo        | 2002 | Gilles Panizzi  | Hervé Panizzi     |
| 19  | Rallye Neuseeland     | 2002 | Marcus Grönholm | Timo Rautiainen   |
| 20  | Rallye Australien     | 2002 | Marcus Grönholm | Timo Rautiainen   |
| 21  | Rallye Schweden       | 2003 | Marcus Grönholm | Timo Rautiainen   |
| 22  | Rallye Neuseeland     | 2003 | Marcus Grönholm | Timo Rautiainen   |
| 23  | Rallye Argentinien    | 2003 | Marcus Grönholm | Timo Rautiainen   |
| 24  | Rallye Katalonien     | 2003 | Gilles Panizzi  | Hervé Panizzi     |